# One for the Money
One for the Money è un film del 2012 diretto da Julie Anne Robinson. Si basa sul primo romanzo della serie best seller scritta da Janet Evanovich.
Si tratta dell'ultimo film con Debbie Reynolds, venuta a mancare il 28 dicembre 2016.

## Trama
Stephanie Plum, una commessa rimasta senza lavoro e senza soldi perché licenziata, si rivolge al poco raccomandabile cugino Vinnie, proprietario di un'agenzia di anticipo cauzioni "sulla parola", per ottenere un impiego. Pur non disponendo inizialmente di porto d'armi, nessuna formazione specifica o particolare abilità, viene assunta con l'incarico di portare a termine la più grande scommessa di Vinnie: rintracciare Joe Morelli, un poliziotto sospeso dal servizio e datosi "alla macchia", in quanto ricercato per un omicidio "sospetto" commesso durante un'operazione antidroga.
Nel bel mezzo della caccia, Stephanie deve fare i conti con i suoi ricordi (Joe Morelli era stato il ragazzo che l'aveva sedotta e "scaricata" quando lei era una diciassettenne liceale ancora vergine), nonché con la sua intromettente famiglia, una "strana tendenza" dei testimoni a morire di morte violenta ogni qualvolta lei si avvicina troppo a loro, e il tutoraggio di un simpatico quanto misterioso detective conosciuto col solo soprannome di "Ranger".
Rintracciato Morelli, e dopo essere stata più volte salvata da lui in varie situazioni pericolose, lo consegna comunque alla giustizia (intascando il cospicuo premio dovutole), in quanto risulta ormai evidente a tutti la sua innocenza, mentre il finale della storia fa presagire che la "vecchia fiamma" dei tempi del liceo potrebbe presto riaccendersi.

## Produzione

### Riprese
Le riprese del film si sono svolte a partire dal luglio del 2010 tutte nello stato americano della Pennsylvania, in particolare ad Ambridge, Kittanning e Pittsburgh.

## Distribuzione
Il film è stato distribuito nelle sale cinematografiche statunitensi il 27 gennaio 2012, mentre in Italia, direttamente in DVD il 28 agosto dello stesso anno.

## Accoglienza

### Critica
Il film ha ricevuto durante l'edizione dei Razzie Awards 2013 una nomination come Peggior attrice per Katherine Heigl.